# La giumenta verde (romanzo)
La giumenta verde (in francese La Jument verte) è il romanzo dello scrittore francese Marcel Aymé, pubblicato nel 1933 nella prima edizione in francese da Gallimard e nel 1952 nella prima edizione in italiano da De Martino. 

## Trama
La storia è raccontata in terza persona con molti intermezzi che riportano le osservazioni della giumenta verde che invece sono scritte in prima persona. Il romanzo racconta costumi e comportamenti sessuali degli abitanti di un piccolo villaggio francese del XIX secolo in seguito alla guerra franco-prussiana. In particolare si narra della faida tra due famiglie del posto, gli Hadouin e i Maloret, che riguarda una ipotetica lettera scomparsa con segreti relativi al conflitto appena concluso. Il titolo richiama la strana mascita di una puledra insolitamente colorata di verde e che appartiene agli Hadouin.

## Personaggi
Membri delle famiglie Hadouin e Maloret, la giumenta verde, e vari personaggi del villaggio.

## Edizioni

### Edizione originale in francese
- (FR) Marcel Aymé, La jument verte, Paris, Gallimard, 1933, OCLC 5472270.

### Edizione in italiano
- Marcel Aymé, La cavalla verde: romanzo, traduzione di Vittorio Franceschi, Milano, De Martino, 1952, OCLC 1403754741.

### Alcune edizioni in altre lingue
- (PL) Marcel Aymé, Zielona kobyła, traduzione di Krystyna Byczewska, Warszawa, "Czytelnik", 1960, OCLC 823589302.
- (DE) Marcel Aymé, Die grüne Stute: Roman, traduzione di Walter Widmer, Köln, Berlin, Kiepenheuer & Witsch, 1968, OCLC 250210175.
- (EN) Marcel Aymé, The green mare, traduzione di Norman Denny, London, Bodley Head, 1972, OCLC 59161154.
- (SL) Marcel Aymé, Zelena kobila, traduzione di Bogomil Fatur, Ljubljana, Zveza društev slepih in slabovidnih Slovenije, 2000, OCLC 1107075655.

## Nella cultura di massa
Dal romanzo è stato tratto il film La giumenta verde uscito nel 1959 e diretto da Claude Autant-Lara.